# Charab Nas
Charab Nas (arab. خراب ناس) – wieś w Syrii, w muhafazie Aleppo, w dystrykcie Ajn al-Arab. W 2004 roku liczyła 507 mieszkańców.